# برايان بلوم
برايان بلوم (بالإنجليزية: Brian Blume)‏ هو ناشر أمريكي، ولد في 12 يناير 1950 في شيكاغو في الولايات المتحدة.